# Maria Nițulescu
Maria Laura Nițulescu (Brașov, 10 novembre 1971) è un'ex cestista rumena.

## Carriera
Con la Romania ha disputato i Campionati europei del 1995.